# Fitoregulador

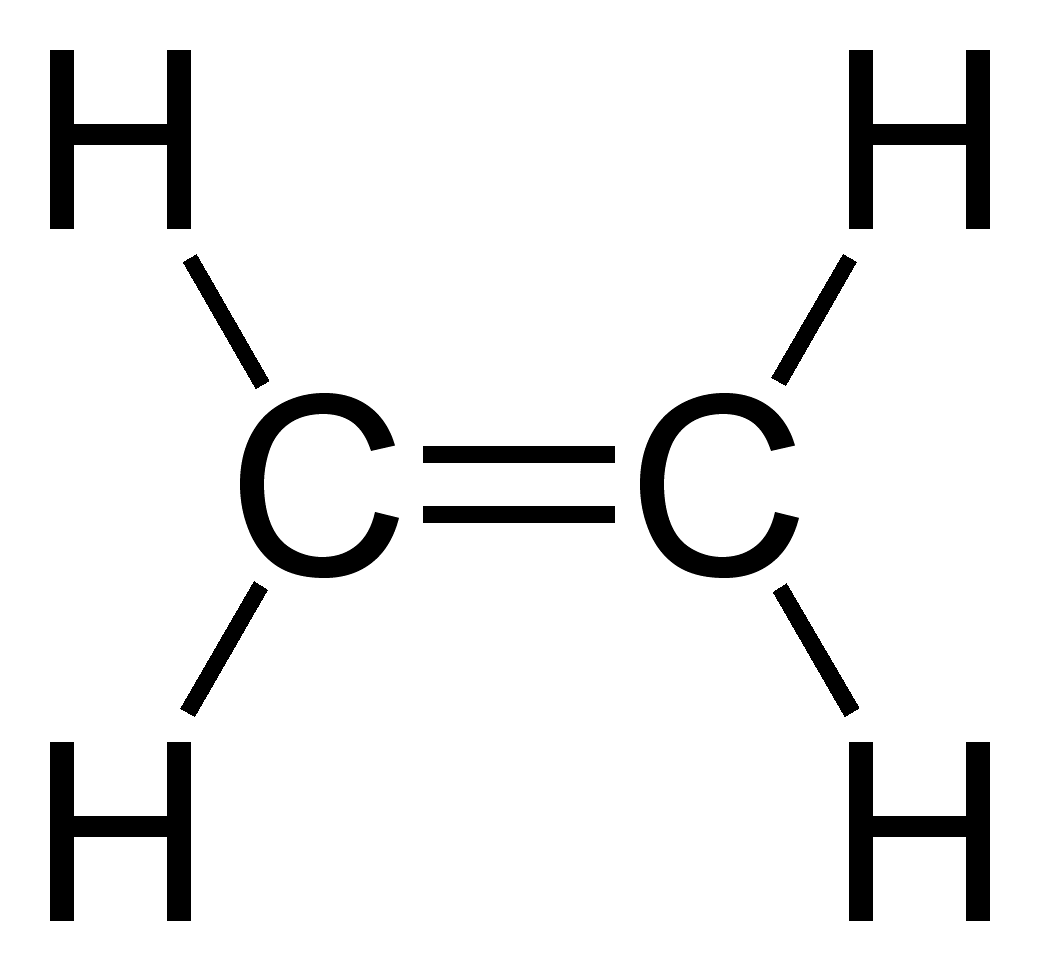
L'etilè forma part d'un dels cinc grups principals de fitoreguladors.

Thidiazuron, és un exemple de regulador delcreixement vegetal.

Un fitoregulador és un producte agroquímic que regula el creixement de les plantes; normalment es tracta de fitohormones i les seves funcions principals són les d'estimular o, al contrari, paralitzar el desenvolupament de les arrels i les parts aèries de les plantes.

Les fitohormones són compostos orgànics sintetitzats en un òrgan o sistema de la planta i que se transloquen cap a un altre òrgan on, a molt baixes concentracions, provoquen una resposta fisiològica.

## Característiques
Els fitoreguladors tenen com principals característiques:
- Ser molècules petites que afecten el creixement dels vegetals a concentracions molt baixes.
- Són sintetitzats per les plantes.
- Les hormones poden ser activadores o inhibidores i poden ser considerades com reguladors químics.
- Es coneixen cinc grups principals de fitohormones:auxina, citoquinina, giberelina, etilè i l'àcid abscíssic. Totes elles actuen coordinadament per a regular el creixement en les diferents parts d'una planta.
- Altres substàncies que eventualment poden considerar-se com fitohormones són: poliaminas jasmonats, àcid salicílic, els brassinoesteroides, i la sistemina.